# Judelin Aveska
Judelin Aveska (Port-Margot, Haití, 21 de octubre de 1987) es un futbolista haitiano nacionalizado argentino. Juega como defensor central en Hang Yuen FC de la Liga Premier de Fútbol de Taiwán. Desde 2007 es parte de la selección haitiana.
Proviene de las divisiones inferiores de River Plate.

## Biografía
Jugó en Racing Club Haïtien, el mejor equipo de su país, y desde ahí no paró de dar saltos de jerarquía hasta llegar a su selección. Tiene siete hermanos, todos estudiantes, y su padre es abogado. Llegó a la Argentina en enero de 2007 con el sueño de convertirse en el primer haitiano en jugar oficialmente con la camiseta de River. Por problemas de documentación, estuvo varios meses sin poder debutar en la Cuarta. Después de su debut pudo dar el salto de jerarquía y jugó en la reserva.

## Selección nacional
- Fue capitán de la Sub-20 que fue desplazada por Guatemala del Copa Mundial de Fútbol Sub-20 de 2007 e integró la lista del Sub-23 que disputó -aunque sin éxito- el Preolímpico clasificatorio a Pekín 2008.
- También se jugó en el seleccionado absoluto.
- Participó en la Copa América Centenario 2016 con su selección.

## Clubes
| Club                    | País               | Año             |
| ----------------------- | ------------------ | --------------- |
| Independiente Rivadavia | Argentina          | 2008 - 2013     |
| Gimnasia de Jujuy       | Argentina          | 2013 - 2014     |
| Juventud Unida (SL)     | Argentina          | 2014            |
| Almagro                 | Argentina          | 2015            |
| Atlético Uruguay        | Argentina          | 2016            |
| Colegiales              | Argentina          | 2016            |
| Deportivo Maipú         | Argentina          | 2016            |
| Clan Juvenil            | Ecuador            | 2017            |
| Hang Yuen FC            | República de China | 2018            |
| Santiago Morning        | Chile              | 2019            |
| Hang Yuen FC            | República de China | 2020 - Presente |